# Bilhasa
Bilhasa – miejscowość w Egipcie, w muhafazie Al-Minja, w dystrykcie Maghagha. W 2006 roku liczyła 8051 mieszkańców.